# Frederick H. Sheldon
Frederick Halsey „Fred“ Sheldon (* 14. Dezember 1951 in Hörsching) ist ein US-amerikanischer Ornithologe.

## Leben
Sheldon wurde als Sohn von US-Amerikanern in Oberösterreich geboren. 1974 erlangte er den Bachelor of Science in Geologie und Geophysik an der Yale University. Von 1974 bis 1975 arbeitete er als Anstreicher in New Jersey. Von 1975 bis 1976 war er Labortechniker in Mikrobiologie an der New York University. Von 1976 bis 1978 nahm er als Feldornithologe an Expeditionen der Yale University in Australien, Borneo und Indien teil. Von 1978 bis 1986 studierte er Biologie an der Yale University, wo er 1981 zum Master of Science graduierte und 1986 mit der Dissertation A Study of the Evolution and Phylogeny of Herons (Ardeidae) using DNA-DNA Hybridization unter der Leitung von Charles Sibley zum Ph.D. promoviert wurde. Von 1981 bis 1983 war er Leiter des Feldprogramms der Western Foundation of Vertebrate Zoology in Malaysia. Von 1986 bis 1987 war er Assistenzprofessor an der San Francisco State University. 1989 war er Gastdozent an der Universiti Kebangsaan Malaysia in Sabah. Von 1991 bis 1993 war er außerordentlicher Professor an der University of Pennsylvania. Von 1987 bis 1993 war er zunächst Assistenzkurator und anschließend stellvertretender Kurator an der Academy of Natural Sciences, Philadelphia. Von 1994 bis 2000 war er stellvertretender Kurator und assoziierter Professor an der Louisiana State University. Von 2000 bis 2007 war er außerordentlicher Professor an der Abteilung für Biowissenschaften der Louisiana State University. Seit 2000 ist er Kurator für genetische Ressourcen. Seit 2001 ist er Direktor des LSU Museum of Natural Science. Seit 2005 ist er Professor für Naturwissenschaften und seit 2007 Professor für Biowissenschaften an der Louisiana State University.
Sheldon ist seit 1991 Mitglied der American Ornithological Society (bis 2016 American Ornithologists’ Union), wo er von 1993 bis 2000 als Schatzmeister und von 2002 bis 2003 als Vize-Präsident fungierte. Von 1999 bis 2003 arbeitete er in der Redaktion der Zeitschrift The Auk. Seit 2000 arbeitet für die Zeitschrift Raffles Bulletin of Zoology und seit 2008 für die Zeitschrift The Condor.
Sheldons Forschungsschwerpunkte sind die molekulare Systematik, die Evolution und die Systematik der Vögel, die Naturgeschichte der Vögel des Malaiischen Archipels, die Rekonstruktion von Phylogenien von Vogelfamilien sowie die Nutzung der Phylogenese als Rahmen für die Erforschung der Evolution von Ökologie, Verhalten und Verbreitung in der Gegenwart.
2001 veröffentlichte Sheldon das Buch Ornithology of Sabah: History, Gazetteer, Annotated Checklist, and Bibliography. 2009 stellte er mit Anita Gamauf und anderen Kollegen die Gattung Cryptoleucopteryx für den Bleibussard auf. Im selben Jahr verfasste er in Zusammenarbeit mit Rob Moyle das Familienkapitel Pityriaseidae für den Warzenkopf im 14. Band des Handbook of the Birds of the World. 2013 gehörte er zu den Erstbeschreibern des Kambodschaschneidervogels.